# Cornelis Vermeyen

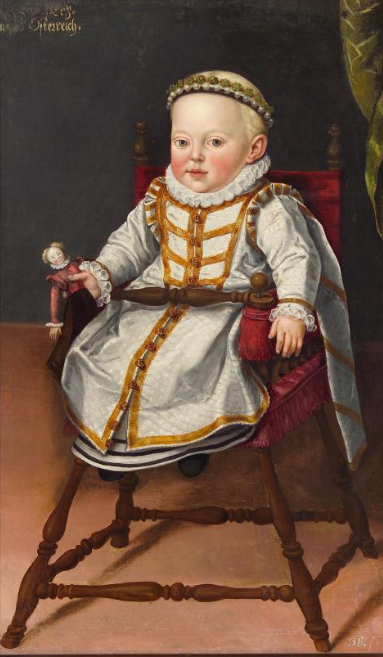
La archiduquesa Catalina Renata (1576-1595) de un año de edad, sentada en la trona con una muñeca. Óleo sobre lienzo, 100 x 62,5 cm, Viena, Kunsthistorisches Museum (en exposición en Schloss Ambras Innsbruck).

Cornelis Vermeyen fue un pintor de la corte vienesa activo en Viena y Graz entre 1570 y 1590.
En 1577 se encontraba trabajando al servicio de los archiduques Carlos II de Estiria y María de Baviera, según los restos de su firma en el retrato de la archiduquesa expuesto en la galería de retratos del palacio de Ambras de Innsbruck, donde se lee «cornel... 1577». Padres de quince hijos, Vermeyen retrató también a varios de ellos, figuras infantiles de cuerpo entero en retratos individuales. Al mismo año 1577 corresponden el de la segunda de las hijas, María Cristina o Christierna, retratada a los tres años con una flor en la mano, y el de Catalina Renea, de un año de edad, sentada en la trona y con una muñeca.
Aunque no firmados se le atribuyen los retratos de otras tres de las hijas del matrimonio, propiedad, como los anteriores, del Kunsthistorisches Museum de Viena, que podrían haber sido pintados, atendiendo a las edades de las retratadas, entre 1580 y 1582: el de Gregoria Maximiliana nacida en 1581 a la edad de diez meses, el de la archiduquesa Anna de siete u ocho años y el de una infanta no identificada pero que pudiera ser de nuevo María Cristina con seis años.
Relacionados con este trabajo se encuentran los cuatro retratos infantiles que guarda el Monasterio de las Descalzas Reales de Madrid de cuatro de las hijas de los archiduques que, por la edad que aparentan, podrían haber sido pintados hacia 1582. Transformados en retratos a lo divino en fecha tardía, posiblemente ya en el siglo XVIII, y con sus inscripciones solo parcialmente conservadas, se ha podido reconocer en ellos a Anna de Austria-Estiria (1573-1598) de aproximadamente nueve años, reconvertida en santa Dorotea, retrato que aparenta ser de mejor calidad que los tres restantes y se ha atribuido también a Jakob de Monte, María Christierna (1574-1621) como santa Lucía, Catalina Renata (1576-1599) como santa Catalina e Isabel (1577-1586) como santa Inés.
En los archivos de la corte vienesa se documentan —citándolo como Cornelius der Mayen— dos pagos por su trabajo en Graz en 1582 y en enero de 1583 por valor de 470 y 120 florines.